# Batalha de Mazar-e Sharif
A Batalha de Mazar-e Sharif ou queda de Mazar-e Sharif foi o resultado da primeira grande ofensiva da Guerra do Afeganistão. As Forças Especiais do Exército dos Estados Unidos e os ataques aéreos estadunidenses acompanharam a entrada da Aliança do Norte na cidade de Mazār-e Šarīf, na província de Balkh, que resultariam na retirada das forças talibãs que haviam ocupado a cidade desde 1998. A queda da cidade provou ser um "grande golpe", já que o Comando Central dos Estados Unidos havia acreditado originalmente que a cidade permaneceria nas mãos dos talibãs  até meados do ano seguinte e qualquer potencial batalha seria "um avanço muito lento".
Depois que as aldeias periféricas caíram e dos intensivos bombardeios aéreos nos arredores da cidade , os talibãs retiraram-se de Mazar-e Sharif. Quando a cidade caiu para a Aliança do Norte, várias centenas de combatentes do Talibã foram mortos e aproximadamente 500 foram capturados ou desertaram para as forças apoiadas pelos Estados Unidos.
Alguns meios de comunicação fora dos Estados Unidos duvidaram que a queda da cidade fosse uma "vitória militar", afirmando que não houve uma batalha clara e que os talibãs haviam se retirado em grande parte para outras cidades antes do avanço da força invasora.
Mazar-i-Sharif teve uma importância estratégica significativa, uma vez que a sua captura abriu rotas de abastecimento e forneceu uma pista de pouso no país para aeronaves estadunidenses. Foi considerada a primeira grande derrota do Talibã e causou uma rápida perda de território no norte do Afeganistão.